# 群論の歴史
群論（さまざまな形の群を研究する数学の分野）は、様々な形で同時にに発展してきた。群論は3つの歴史的な起源がある： 代数方程式、数論と幾何学である。ジョセフ＝ルイ・ラグランジュ、ニールス・アーベル、エヴァリスト・ガロアは、群論の分野の初期の研究者であった。

## 19世紀初頭
このような群の初期の研究は、おそらく18世紀後半のラグランジュの研究にさかのぼる。しかし、この研究はやや孤立しており、一般的にはオーギュスタン＝ルイ・コーシーとガロアの1846年の出版物が群論の始まりと呼ばれている。理論は何もない状態から発展したわけではなく、その前史の中で3つの重要な流れがあった。

### 置換群の発展
1つ目の群論の根本的な起源は、4を超える次数の多項式方程式の解の探求であった。
初期の出典は、n次方程式において{\displaystyle n>m}であるm次の根を解としてもつ方程式のを解く問題に見られる。単純なケースでは、問題はJohann van Waveren Hudde （1659）までさかのぼる。 Nicholas Saunderson （1740）は、双二次方程式の二次因子の決定は必ず6次方程式になると記しており、とThomas Le Seur（1703–1770）（1748） およびEdward Waring （1762 1782年まで）がさらにアイデアを詳しく説明した。 
置換群に基づく方程式の理論の共通の基盤は、ラグランジュ（1770、1771）によって発見され、これに基づいて置換の理論が構築された。彼は、彼が調べたすべてのレゾルベント（ résolvantes、réduites ）の根が、それぞれの方程式の根の有理関数であることを発見した。これらの関数の特性を研究するために、彼は組み合わせの計算（Calcul des Combinaisons）を発明した。 アレクサンドルテオフィルヴァンダーモンデ（1770）の現代作品も、次の理論の予兆となった。
Paolo Ruffini （1799）は、五次方程式以上の方程式を解くことが不可能であることの証明を試みた。ルフィニは、現在、非推移的および推移的と呼ばれるもの、非原始的群およ原始的群と呼ばれるものの区別をつけ、（1801）l'assieme delle permutazionitと言う名前の一連の式を使用している。彼はまた、群のアイデアが際立っているとする彼自身に宛てられたピエトロ・アバティからの手紙を公開した。  

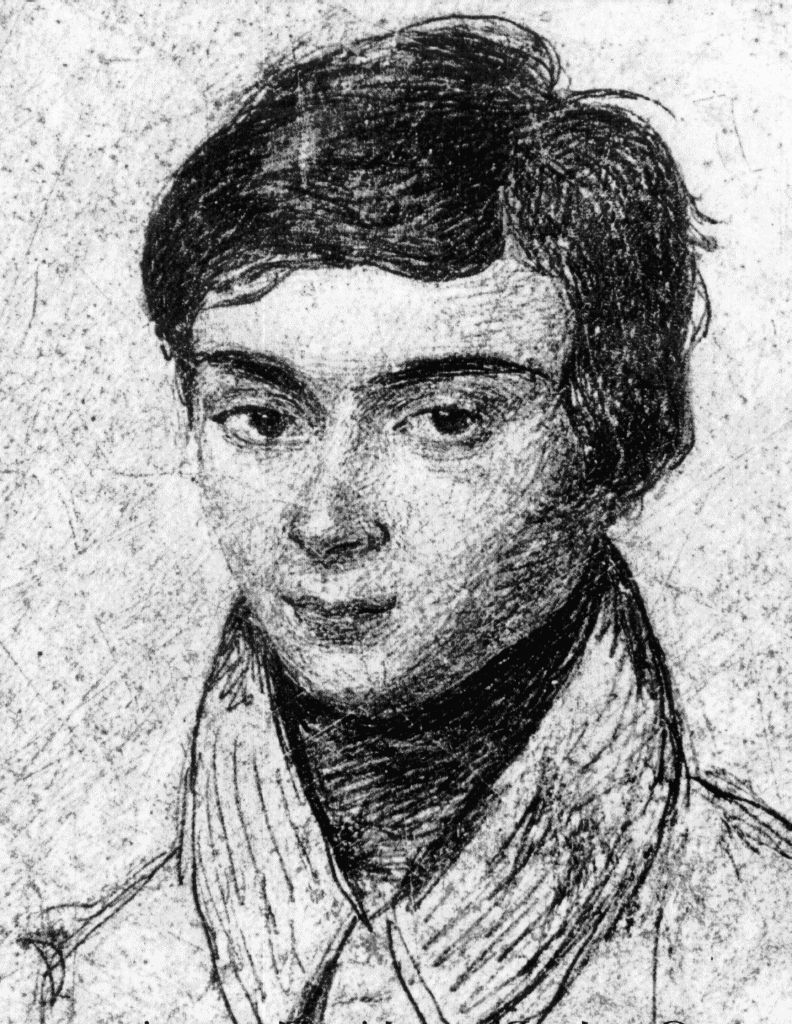
同級生が描いた15歳のガロア。